# Nachal Charuvit
Nachal Charuvit (hebrejsky: נחל חרובית) je vádí na pomezí pahorkatiny Šefela a pobřežní nížiny v Izraeli.
Začíná v nadmořské výšce necelých 150 metrů severovýchodně od obce Kfar Menachem, v lokalitě Be'er Charuvit (באר חרובית) na severním okraji turisticky využívaného lesního komplexu Ja'ar Charuvit. Směřuje pak k západu zemědělsky využívanou mírně zvlněnou krajinou, přičemž ze severu míjí vesnici Kfar Menachem a od severovýchodu přijímá vádí Nachal Abikos. Nedaleko tělesa dálnice číslo 6 a železniční trati Tel Aviv-Beerševa ústí zprava do toku Nachal Barkaj.